# 肥田春充

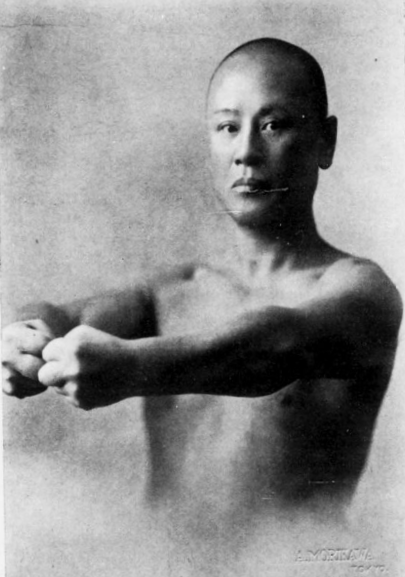
肥田春充

肥田 春充（ひだ はるみち、1883年12月25日 - 1956年8月24日）は、日本の肥田式強健術の創始者。思想家、著述家、体育家、哲学者などとして活躍。

## 人物

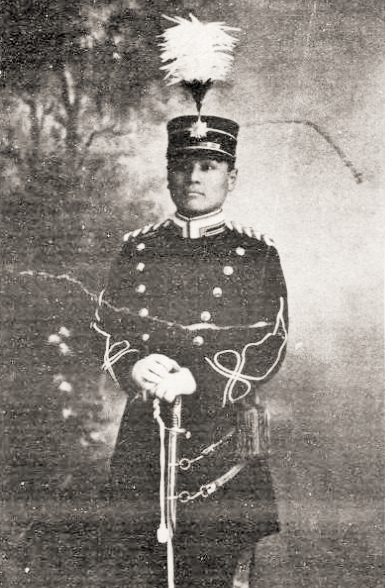
軍服姿の肥田。椅子式運動法を考案した頃

山梨県南都留郡桂村小沼（現・西桂町小沼）において、医師川合立玄（はるつね）の五男として生をうける。幼少期は病弱な上痩せ細っていたため、「茅棒」のあだ名がつけられ、2度死の宣告を受ける程の虚弱児であった。数え年18歳にして心身改造に志し、古今東西の健康法、運動法を研究実践し、西洋のウエイトトレーニング等に東洋の丹田鍛錬、氣合等を取り入れた独自の心身鍛錬法、川合式強健術（後の、肥田式強健術）を編み出す。この鍛錬は、腹のみに力を入れる丹田鍛錬、腹力をさらに押進め、腰と腹に同量の力を込め、腰腹の中心に力を込めて「腰腹同量の正中心」を鍛錬する所にその大きな特徴がある。その鍛錬によりわずか2年で、体格改造に成功。さらに体力ばかりでなく頭脳も飛躍的に向上し、中央大学法科・明治大学政治科・明治大学商科・早稲田大学文学科の三大学四学科に入学する。在学中は、各大学の剣道、柔道、弓道等の選手となり、明治大学では初めて柔道部を創設し、初代キャプテンとなる。
大学卒業後、処女作『実験 簡易強健術』を出版、強健術を世に問う。この本はベストセラーとなり、世に強健術ブームを巻き起こす。その数ヶ月後、志願兵として近衛歩兵第4連隊に入隊、主計中尉となる。ここでも強健術の研鑚を欠かさず、椅子に腰掛けたままで行える「椅子運動法」等を考案する。
その後1917年（大正6年）、肥田家の婿養子となり、静岡県田方郡対島村八幡野（現・伊東市八幡野）に住み、ここで強健術の鍛錬に没頭するとともに、恩師押川方義らと共に国事に奔走する。1923年（大正12年）に、腰腹同量の聖中心力を悟得し、精神的な悟境もいよいよ深くなり、禅の高僧からもその境地を認められる。またそれまで研究していた、自然療法を「天真療法」として大成させ、自身の半生と悟境を綴った主著『聖中心道 肥田式強健術 天真療法』を発表する。この本において、中心力を応用した独自の「中心力抜刀術」や「中心力護身術」「中心力雄弁法」「中心練磨法」等を発表している。
太平洋戦争前夜にはこれを回避すべく大川周明などと協力し、私財を擲って奔走した。戦中には憂国の念止み難く、東條英機に終戦勧告を二度に渡って書き、自決の覚悟をするも、自身の悟境より見た「世界人類の救済」との悲願を樹てることにより、死を思い止まる。その後は、人類救済のための宗教哲学の研究に没頭し、この研究を「宇宙大学」と呼ぶ。この時の原稿は積むと人の背丈程にもなり、その一部は死後『宇宙倫理の書』として出版される。
晩年の1955年（昭和30年）には、社団法人「聖中心社」を設立し、多年研究の宗教哲学に基づく平和運動を展開するも、その設立後一年にも満たない1956年（昭和31年）8月24日、人類の前途を憂うる余り、水も取らない49日間の断食の後死去。72歳没。
生涯を通じて多数の政治家、軍人、学者、文人などと親交があり、様々な影響を与えている。主な親交があった人物として、押川方義、松村介石、新井奥邃、二木謙三、加藤時次郎、佐藤精一、中里介山、徳富蘇峰、村井弦斎、大川周明、蓮沼門三、山下信義らがあげられる。

## 家族
- 父の川合立玄は周防出身の医師[2]。川合家はもともと毛利家の家臣[2]。母のつねは父と同じ西桂村小沼の出で、春充が5歳のときに40歳で死去[2]。母没後一年以内に7人いた兄弟姉妹のうち5人が死亡[2]。
- 実兄 川合信水（山月）（1867 - 1962）は、郡是製糸株式会社に教育部を創設し、後に基督心宗を創始した宗教家、教育家である。
- 妻の孝子は静岡県対島村八幡野（現・伊東市）の医師・肥田和三郎・松子夫妻の長女。1917年結婚[2]。妻の妹は筑波藤麿の後妻（藤麿の前妻は毛利家の娘）。

## 略年譜
- 1883年（明治16年）12月25日 山梨県南都留郡桂村小沼において、川合家の五男として誕生
- 1888年（明治21年） 重症の麻疹にかかり、2度死の宣告を受けるも一命を取り留める
- 1900年（明治33年）4月 心身の根本的改造に志し、古今東西の健康法、体育法を研究実践し、独自の鍛錬法を創出する
- 1902年（明治35年）4月 2年間の鍛錬により筋骨隆々となり、中学に入学する
- 1907年（明治40年）9月 中央大学法科、明治大学政治科、商科、早稲田大学文学科へ入学
- 1910年（明治43年）三大学、四学科を卒業
- 1911年（明治44年）4月 処女作『実験 簡易強健術』文栄閣 刊行 大ベストセラーとなり、各地公官庁、学校にて講演会が数多く開催される 11月 『腹力体育法』文栄閣 刊行 12月 近衛歩兵第四連隊に入営
- 1913年（大正2年）5月 退営 この年、「二六新報」に強健術の連載を行う
- 1914年（大正3年）3月 『心身強健術』武侠世界社 刊行
- 1915年（大正4年）1月 父 立玄死去
- 1916年（大正5年）8月 『強い身体を造る法』武侠世界社 刊行
- 1917年（大正6年）2月 静岡県田方郡対島村八幡野の肥田家の婿養子となる
- 1918年（大正7年）8月 『心身強健体格改造法』 尚文堂 刊行
- 1920年（大正9年）6月 『強圧微動術』 尚文堂 刊行
- 1923年（大正12年）1月 『独特なる胃腸の強健法』 尚文堂 刊行 6月 「聖中心力」を悟得し、肥田式強健術がほぼ完成する
- 1924年（大正13年）9月 講演集『この大獅子吼を聴け』 尚文堂 刊行
- 1925年（大正14年）10月 『健康の中心を強くする法』尚文社 刊行『川合式強健術』 尚文社 刊行
- 1927年（昭和2年）4月 『根本的健脳法』 尚文堂 刊行
- 1936年（昭和11年）10月 『聖中心道 肥田式強健術・天真療法』 聖中心道研究会 刊行
- 1937年（昭和12年）3月 『講演及び随筆』 聖中心道研究会 刊行 7月 平田内蔵吉との共著『国民体育』 春陽堂 刊行
- 1938年（昭和13年）2月 平田内蔵吉との共著『国民医術天真法』 春陽堂 刊行
- 1939年（昭和14年） この頃より、1941年にかけて、日米戦回避のために大川周明らと奔走する
- 1940年（昭和15年）9月 谷村金一との共著『生は死よりも強し（簡易治療宝典）』 大日本健康増進協会出版部 刊行
- 1943年（昭和18年） 憂国のあまり、一日として怠らなかった「正中心練磨」の鍛錬を自発的に放棄し、痩せ衰える 10月 東条英機に終戦勧告を書き送る
- 1944年（昭和19年）2月 東条英機に自決勧告の遺書を書き、自決直前に思い止まる、この時より放棄していた「正中心練磨」を再開し健康を回復する
- 1946年（昭和21年）4月 深夜連続の「人類救済」のための真の宗教、哲学、科学の学的、体験的研究をはじめる（この研究を「宇宙大学」と呼ぶ）
- 1952年（昭和27年）3月 『日本の使命』 信修行道（株） 刊行
- 1955年（昭和30年）10月 肥田通夫との共著『一分間の強健法』 全国農業出版KK 刊行 11月 社団法人「聖中心社」創設
- 1956年（昭和31年）8月24日 人類の将来を憂い、水もほとんど摂取しない49日間の完全断食の果て、死去

## エピソード
- 竹内流の免許を6ヶ月で取得した。（『一分間の強健法』P19）
- 剣道の突きで、20貫（75kg）はある大男を、5～6間（9～11m）は吹き飛ばした。（『一分間の強健法』P20）
- 運動場を10周すると、2位に1週分の差をつけて更に追い越した1位になった。（『一分間の強健法』P20）
- 学校での教科は国語、漢文、法政経済を得意としており10～15分で試験の答案を書き上げたが、100点以外はとったことがなかった。（『一分間の強健法』P22）
- 杉の八分板を足の形に踏み抜いた。（『一分間の強健法』P31）
- 板の太い根元をかかとの形を残してへし折った。（『一分間の強健法』P31）